# Anthophora hololeuca
Anthophora hololeuca är en biart som beskrevs av Cockerell 1923. Anthophora hololeuca ingår i släktet pälsbin, och familjen långtungebin. Inga underarter finns listade i Catalogue of Life.